# 石川一彦
石川 一彦（いしかわ かずひこ、1933年7月30日 - 2001年6月19日）は、日本の経営者、プロデューサー。福岡放送社長を務めた。東京都出身。

## 経歴
1958年に慶應義塾大学経済学部を卒業し、同年に日本テレビ放送網に入社。
主に制作畑を歩み、『巨泉・前武ゲバゲバ90分!』の演出を担当。
1976年に制作局チーフプロデューサーに就任し、『アメリカ横断ウルトラクイズ』の発案や、「木曜スペシャル」にてカンボジアのアンコール・ワットの潜入取材ルポ番組『アンコール・ワットの謎をさぐる～密林に眠る東洋の神秘～』、『太平洋戦争秘話 ～欧州から愛をこめて～ 緊急暗号電「祖国ヨ和平セヨ!」』などのドキュメンタリー番組などを手掛ける。
また『はじめてのおつかい』などのヒット作を生み出した情報番組『追跡』の立ち上げを部下の佐藤孝吉に勧めたのも石川であった。
1991年に報道局長、1992年に取締役、1995年に常務、1998年に専務を経て、1999年に福岡放送社長に就任。日本民間放送連盟報道委員長も務めた。
2001年6月19日慢性骨髄単球性白血病のために死去。67歳没。

## 担当番組
- 巨泉・前武ゲバゲバ90分!
- 木曜スペシャル

## 映画
- 『カルガモさんのお通りだ』（1989年、日本テレビ／東映クラシック） - 製作[7]